# Стенлі Террентайн
Сте́нлі Ві́льям Те́ррентайн (англ. Stanley William Turrentine; 5 квітня 1934, Піттсбург, Пенсільванія — 12 вересня 2000, Нью-Йорк) — американський джазовий тенор-саксофоніст.

## Біографія
Народився 5 квітня 1934 року в Піттсбурзі, штат Пенсільванія. Його батько Томас був саксофоністом-любителем, грав з Savoy Sultans в Піттсбурзі. Його брат трубач Томмі Террентайн і ударник Марвін Террентайн. Починаючи з 1947 року почав вчитися грати на тенор-саксофоні у свого батька.
Грав у гурті Лоуелла Фулсона з Реєм Чарльзом (1950—51), замінив Джона Колтрейна в ритм-енд-блюзовому гурті Ерла Бостича (1953). Після служби в армії у 1950-х почав працювати в гурті Макса Роуча (1959—60). Близько 1960 року створив власний гурт, з яким записувався на лейблі Blue Note. Записувався з Джиммі Смітом, зігравши на його альбомах Back at the Chicken Shack і Midnight Special. У 1961 році одружився з органісткою Ширлі Скотт (розлучились у 1971), яка стала учасницею його гурту.
Очолював власні гурти і записувався з великим ансамблем на новоствореному лейблі CTI Кріда Тейлора (лейбл орієнтувався на джаз-фьюжн), завдяки чому став відомим більш широкій поп-аудиторії на початку 1970-х. Записав на CTI п'ять альбомів, серед яких виділяються Sugar, Salt Song і Don't Mess With Mister T. З 1975 року продовжив записуватися як соліст у напрямку поп-соул на лейблах Fantasy і Columbia. На початку 1990-х підписав контракт з MM і повернувся до гри і запису мейнстрим акустичного джазу. Серед його найвідоміших композицій «Sugar».
Помер 12 вересня 2000 року в Нью-Йорку у віці 66 років від інсульту. Похований в Піттсбурзі на кладовищі Аллегені.

## Дискографія
- Look Out! (Blue Note, 1960)
- Blue Hour (Blue Note, 1961) з The Three Sounds
- Up at «Minton's», Volume 1 (Blue Note, 1961)
- Up at «Minton's», Volume 2 (Blue Note, 1961)
- Dearly Beloved (Blue Note, 1961)
- That's Where It's At (Blue Note, 1962)
- Never Let Me Go (Blue Note, 1963)
- Stan «The Man» Turrentine (Time, 1963; записаний 1960)